# 洪锡亨
洪锡亨（韓語：홍석형，1936年10月1日—），朝鮮政治家。朝鲜劳动党中央委员会政治局委员。朝鲜前内阁副首相洪命熹的孙子，父亲洪起文曾任朝鲜社会科学院副院长，小說家洪锡中的兄，是著名学家，曾把《朝鲜王朝实录》译成韩文。洪锡亨2010年7月起任劳动党计划财政部部长，接替被枪决的前任劳动党计划财政部长朴南基，9月召开的第3届党代会，他升任为劳动党政治局委员和经济书记，从而被认为是在金正恩时代引领朝鲜经济的人物。2011年5月底金正日访问中国之后。6月6日召开的劳动党政治局扩大会议决定解除洪锡亨书记处书记和政治局委员职务。此后再没有在公开场合露面。

## 生平簡介
洪锡亨1936年出生于首尔。从大学毕业后，获得冶金工程硕士学位，曾任城津炼钢所技术部工程师。历任金属工业部第一副部长，金策制铁联合企业总工程师，咸镜北道党委第二书记兼金策制铁联合企业党委责任书记，1986年，当选劳动党中央候补委员。1993年起，任国家计划委员会主席(1993-1998)。同年，当选中央委员、政治局候补委员。1998年起，任最高人民会议代议员。2001年起，任咸镜北道党委责任书记（2001-2010)。2010年朝鲜劳动党代表会议上，当选政治局委员、书记局书记，同时兼任党中央计划财政部部长。2011年6月5日为纪念金正日祖父金亨稷逝世85周年，与劳动党的其他领导人一起参拜了万景台。6月6日即被解除所有职务，此后不知去向。消息人士称：“在平壤风传洪锡亨今年6月涉嫌中国间谍被肃清。”